# T.O.P.

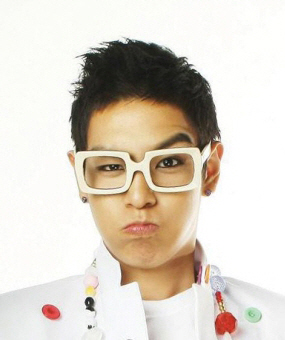
T.O.P. az LG Group reklámkampányában

T.O.P., születési nevén Cshö Szunghjon (최승현, Choi Seung-hyeon) (Szöul, 1987. november 4.‑) dél-koreai rapper, énekes, szövegíró-dalszerző és színész, korábban a Big Bang együttes tagja. Színészként olyan doramákban játszott, mint az Iris, az I Am Sam, illetve olyan filmekben, mint a 71: Into the Fire. Utóbbiban nyújtott alakításáért elnyerte a rangos koreai művészeti díj, a Pekszang legjobb új színésznek és legnépszerűbb színésznek járó díjait. A rajongók körében elterjedt közkedvelt beceneve Tabi, melyet az együttes BANGS című képregénysorozata alapján kapott.

## Pályafutása

### Big Bang
Cshö Szunghjon (Choi Seung-hyeon)  pályafutását underground rapperként kezdte, Big Bang-beli társával G-Dragonnal gyerekkori jóbarátok voltak, egy általános iskolába jártak és gyakran táncoltak illetve rappeltek együtt. Később G-Dragon elköltözött a környékről és kapcsolatuk megszakadt, azonban amikor a YG Entertainment tagokat keresett egy új fiúegyütteshez, G-Dragon újra kapcsolatba lépett Cshö (Choi)vel. Több demófelvételt is készítettek, amit elküldtek a YG Entertainment vezérigazgatójának, Jang Hjonszoknak (양현석), aki behívta Cshö (Choi)t meghallgatásra. A kiadó azonban először elutasította a rappert, arra hivatkozva, hogy túlsúlyos, ami nem felel meg egy „ideális popsztár” imidzsének. Cshö (Choi) ezt követően 40 nap alatt húsz kilót adott le intenzív edzéssel, majd hat hónappal az elutasítását követően újra jelentkezett a kiadónál és végül szerződtették.
Cshö (Choi) T.O.P. művésznéven a Big Bang másik rappere lett G-Dragon mellett. A két fiúhoz Taeyang, Daesung, Seungri és So-1 csatlakozott, bemutatkozásukról dokumentumfilm készült. A kiadó So-1 kiléptetése mellett döntött és a Big Bang így végül öt taggal debütált. Első albumuk, a Since 2007 sikert aratott, a lemezen T.O.P. első szólódala, a Big Boy is szerepelt.

### Szólókarrier és színészet

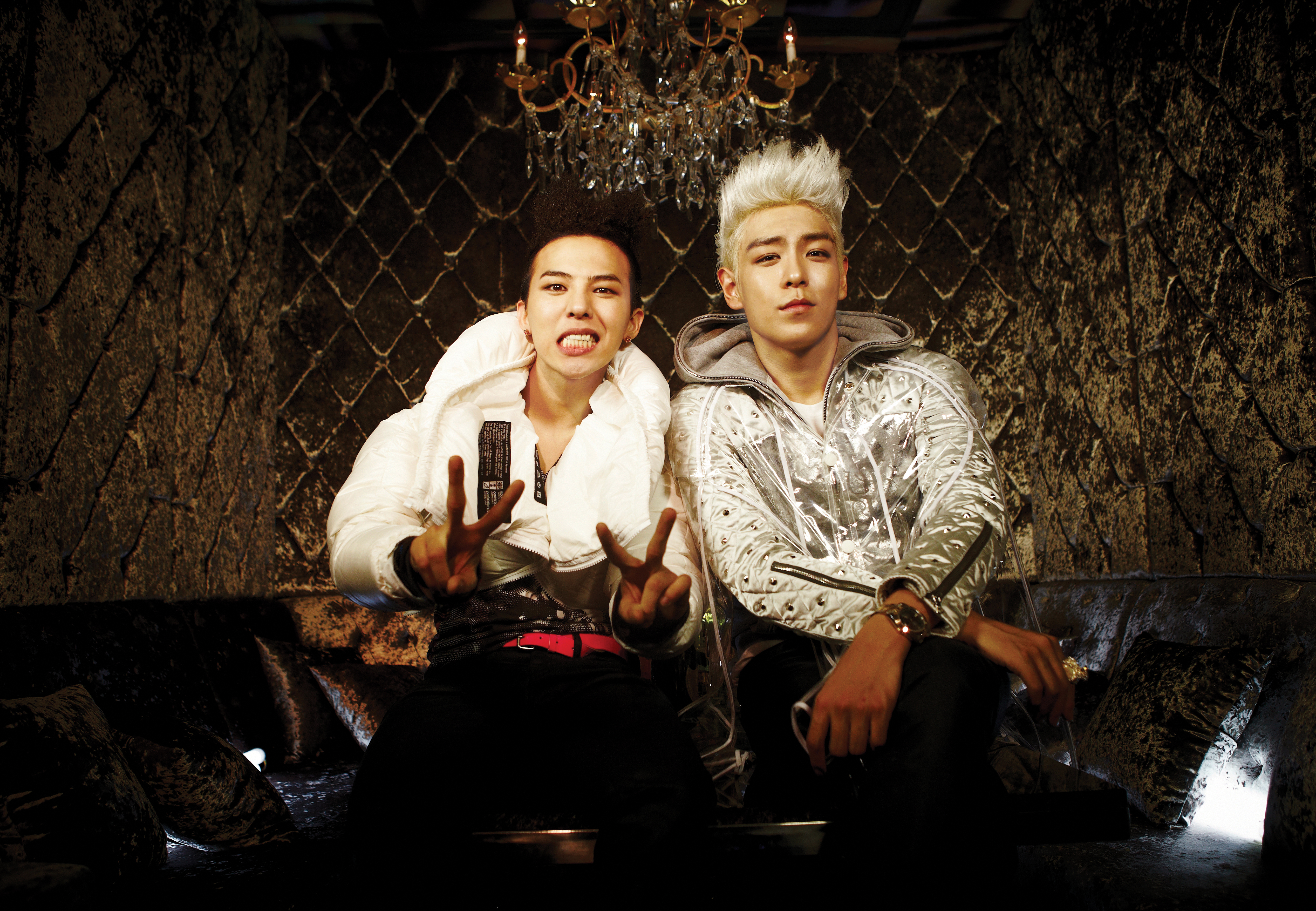
GD & TOP promóciós fotózás

2007-ben T.O.P. szólóprojektekbe kezdett, először áprilisban Lexy Super Fly című dalában működött közre, majd Red Roc Hello című videóklipjében színészként tűnt fel. Később ő lett az első Big bang-tag, aki komoly színészi munkákat vállalt, elsőként az I Am Sam című televíziós sorozatban. 2008-ban az R&B előadó Gummy-val közösen adta ki az I'm Sorry című dalt. Ugyanebben az évben felvették a Tanguk (Danguk) Egyetemre színházművészet szakra. 2009-ben a jó kritikákat kapott Iris című sorozatban játszott, ahol egy bérgyilkost alakított. A sorozathoz T.O.P. Taeyanggal és G-Dragonnal közösen dalt is felénekelt, Hallelujah címmel. Ezt követően Szungrival a 19 című filmben szerepeltek.
2010 júniusában mutatták be a 71: Into the Fire háborús filmet, alakítását dicsérték a kritikusok, a film pedig az év első olyan filmje lett, amit egymillióan néztek meg egy hét alatt. A film forgatásán a színész szemsérülést szenvedett, az orvosok szerint kevésen múlott, hogy nem vakult meg. Ebben az évben az előadó felkészült első szólólemezére is. Első videóklipjét a Turn It Up című dalhoz forgatták, a klip megjelenését követő percekben a YouTube-on több mint 1 millióan látták a klipet. T.O.P. az első koreai előadó, akinek dalai az iTunes Store-on keresztül világszerte elérhetővé tették. 2010. október 29-én elnyerte a Hallyu-népszerűségi díjat a 47. Grand Bell Filmes Díjátadón.
2010 novemberében kiadója bejelentette, hogy G-Dragonnal közösen jelentet majd meg albumot. A GD & TOP album kislemezei sikert arattak, a High High vezette a slágerlistákat, az Oh Yeah második, a Knock out harmadik helyezett volt. Az albumot karácsonykor jelentették meg és első helyen debütált, 200 000 példányos előrendeléssel.
2022-ben T.O.P szerződést bontott a YG Entertainmenttel. 2023-ban az énekes az Instagram-oldalán egy rajongó kérdésére válaszolva jelentette be, hogy már nem tagja az együttesnek.

## Diszkográfia
Közreműködések
- GD & TOP, G-Dragonnal (2010)

Kislemezek
- Friend (친구, Cshingu (Chingu))  (feat. Taeyang)
- Act Like Nothing's Wrong (아무렇지 않은 척, Amurohcsi anhun cshok (Amureohji anheun cheok))
- Hallelujah (feat. Taeyang és G-Dragon)
- Turn It Up
- Because feat. Seungri
- Of All Days
- Oh Mom
- Doom Dada (2013)[28]

## Filmográfia
| Év   | Film                   | Szerep                                                  | Megjegyzés |
| ---- | ---------------------- | ------------------------------------------------------- | --- |
| 2008 | Story of Men           | önmaga                                                  | cameo |
| 2009 | Nineteen               | Szo Dzsonghun (Seo Jeong-hun)                           | |
| 2010 | 71: Into the Fire      | O Dzsangbom (Oh Jang-beom)                              | - Elnyerte – 47. Grand Bell Film Awards, Hallyu-népszerűség díja - Jelölés – 47. Daejong Film Awards, legjobb új színész - Jelölés – 8. Korea Film Awards, legjobb új színész - Elnyerte – Style Icon Awards, legjobb új színész - Elnyerte – 31. Blue Dragon Film Awards, legjobb új színész - Elnyerte – 31st Blue Dragon Film Awards, Népszerűség-díj - Elnyerte – Max Movie Award, legjobb új színész - Jelölés – 5. Asian Film Award, legjobb új színész - Elnyerte – 47. Paeksang Arts Awards, legjobb új színész - Elnyerte – 47. Paeksang Arts Awards, Népszerűség-díj (filmszínész kategória) |
| 2011 | Iris: The Last         | Vick                                                    | |
| 2013 | Commitment             | Ri Mjonghun / Kang Deho (Lee Myeong-hoon / Kang Dae-ho) | |
| 2014 | Tazza: The Hidden Card | Ham Degil (Ham Dae-gil)                                 | |
| 2016 | Out of Control         | Tom Young                                               | |

| Év   | Cím            | Szerep                   | Megjegyzés                      |
| ---- | -------------- | ------------------------ | ------------------------------- |
| 2007 | I Am Sam       | Cshe Musin (Chae Mu-sin) |                                 |
| 2009 | 2NE1 TV        | önmaga                   | valóságshow                     |
| 2009 | Family Outing  | vendég                   | 34-35. rész (február 8. és 15.) |
| 2009 | Iris           | Vick                     |                                 |
| 2010 | Haru           | T.O.P.                   |                                 |
| 2015 | Secret Message | Uhjon (Woo-hyun)         | webdráma                        |

## Fordítás
- Ez a szócikk részben vagy egészben  a   T.O.P (entertainer) című angol Wikipédia-szócikk ezen változatának fordításán alapul.  Az eredeti cikk szerkesztőit annak laptörténete sorolja fel. Ez a jelzés csupán a megfogalmazás eredetét és a szerzői jogokat jelzi, nem szolgál a cikkben szereplő információk forrásmegjelöléseként.